# José María Yturralde
José María Yturralde (Conca, 1942) és pintor, professor i artista valencià.

## Biografia
Va néixer en Conca en 1942. És llicenciat i Doctor en Belles arts per la Universitat Politècnica de València i Acadèmic de Número de la Reial Acadèmia de Belles Arts de Sant Carles de València.
Actualment és catedràtic de Pintura de la Facultat de Belles arts de València. Va gaudir d'una beca al Col·legi Major Sant Joan de Ribera, de Burjassot.

## Trajectòria
En 1968 accedeix com a becari al Centre de Càlcul de la Universitat de Madrid, on va fer els seus primers treballs amb ordinadors. Ha guanyat diversos premis i realitzat estades a l'estranger, entre altres centres, en el MIT, on va entrar en contacte amb György Kepes, Otto Piene, Jürgen Claus, Walter de Maria i Mark Mendel entre d'altres.
Va exercir com a Conservador Adjunt en el Museu d'Art Abstracte Espanyol de Conca. Va desenvolupar un tipus d'art pròxim a la ciència, com són les seves cèlebres Figures Impossibles. Va introduir a Espanya el art cibernètic, realitzant a més treballs amb làser i holografias. També és el creador de les "Estructures voladores", obres tridimensionals capaces de volar. En les seves obres més recents, s'ha centrat en l'estudi del color i la seva influència sobre les emocions i l'estat d'ànim.
El 1999, l'IVAM li va dedicar la major retrospectiva que se n'havia fet fins aleshores, i en 2021 va exhibir a la façana del museu l'obra Hathor, de 9x9 metres.
L'any 2020 va guanyar el Premi Nacional d'Arts Plàstiques que concedeix el Ministeri de Cultura i Esport.